# Edvard Petersen

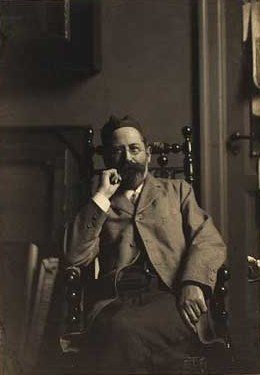
Edvard Petersen.

Edvard Frederik Petersen, född 4 februari 1841, död 5 december 1911, var en dansk konstnär.
Petersen är känd genom etsningar och målningar av landskap och genremålningar. Hans mest kända verk är ett naivt försök som skulptör, Storkespringvandet (1894) på Amagertorv i Köpenhamn.